# Paul Bader
Paul Bader (20. srpnja 1883. – 28. veljače 1971.) je bio general Wehrmachta tijekom Drugog svjetskog rata. Zapovijedao je 2. motoriziranom pješačkom divizijom u ratnim pohodima na Poljsku i Francusku, te je potom služio kao zapovjednik korpusa, te vojni upravitelj Srbije. Tijekom boravka na okupiranim prostorima Jugoslavije, postrojbe pod njegovim zapovjedništvom angažirale su se u nekoliko velikih anti-partizanskih operacija, podjednako na područjima Nezavisne Države Hrvatske i Nedićeve Srbije.
Paul Bader je u vojnu službu stupio 1903. godine, te je postao časnik njemačkog topništva. Kao pomoćnik zapovjednika pukovnije (u činu natopručnika) i brigade (u činu satnika), sudjelovao je u I. svjetskom ratu u borbama na bojištima u Belgiji i Francuskoj. Između dva svjetska rata ostaje u djelatnoj vojnoj službi, te je u čin bojnika proizveden 1925. godine.
Nakon dolaska Adolfa Hitlera na vlast u Njemačkoj početkom 1933. god. pokrenuto je jačanje Wehrmachta. Paul Bader postaje 1933. godine pukovnik i zapovjednik topničke regimente; 1935. god. je unaprijeđen u čin general majora, te mu je povjereno zapovijedanje 2. pješačkom divizijom (kasnije: 2. motorizirana divizija), koju će 1939. godine povesti u invaziju na Poljsku. Istu diviziju vodi Paul Bader 1940. godine u napad na Belgiju i potom Francusku.
U travnju 1941. godine je bio uključen u napad na Kraljevinu Jugoslaviju, te je postao šefom Höheres Kommando z.b.V. LXV, koja je zapovijedala s četiri njemačke divizije koje su raspoređene radi okupacije područja te države - jedna na području NDH i 3 na području Srbije. Zapovijeda njemačkim i koloboracionističkim snagama koje su se u srpnju 1941. god. suočile s ustankom u Srbiji, i koje su ga do početka prosinca iste godine uspjele ugušiti; njemačke aktivnosti protiv ustanika uključivale su strijeljanje više tisuća talaca - objavljeno je da će se ubiti 100 srpskih civila za svakog ubijenog njemačkog vojnika, i njih 50 za svakog ranjenog njemačkog vojnika.  Od 6. prosinca 1941. godine je vojni zapovjednik Srbije. 
Narednih godina će doći u sukob s vodstvima policijskih, obavještajnih i drugih njemačkih službi koje sudjeluju u okupaciji Srbije, prigovarajući - i nakon što je sam Hitler odbio njegove prigovore - da je Srbija ratna zona i da bi on kao vojni zapovjednik trebao imati kontrolu nad svim njemačkim službama koje sudjeluju u okupaciji te zemlje.
Paul Bader je bio uključen u sve glavne aktivnosti njemačkih vojnih snaga na području NDH, u suradnji sa zapovjednikom talijanskih okupacijskih snaga Mario Roattom. Postrojbe NDH i Nedićeve Srbije su mu u principu bile podređene.
Godine 1942. je premijer okupirane Srbije Milan Nedić upoznao vojnog upravitelja Srbije generala Paula Badera sa svojom vizijom Velike Srbije u kojoj su Bosna i Hercegovina, Srijem i Dalmacija unutar granica Srbije, a lokalno stanovništvo zamijenjeno srpskim doseljenicima.  General Bader je podržao Nedićev prijedlog djelomično, te su krajem siječnja i početkom veljače 1942. godine održani u Beogradu višednevni pregovori s predstavnicima NDH, u kojima se predlagalo da 17 srezova Istočne Bosne bude pripojeno Srbiji. Predstavnici NDH nisu pristali na takve prijedloge.
U kolovozu 1943. godine je premješten na mjesto zapovjednika novoosnovanog XXI. planinskog korpusa Wehrmachta, raspoređenoga u Albaniji, da bi već u listopadu 1943. godine bio razriješen djelatne vojne službe. 31. ožujka 1944. godine, nakon 41 godinu vojne službe, službeno je umirovljen.
Nakon rata, živio je u Emmedingenu u Baden-Württemberguu, u istom kraju u kojem se nalazi Lahr, gdje je Paul Bader rođen.